# فراسوی افق رویداد آبی
فراسوی افق رویداد آبی (به انگلیسی: Beyond the Blue Event Horizon)، دومین کتاب از مجموعهٔ کتاب‌های علمی–تخیلی حماسهٔ هیچی (Heechee Saga) است که نویسندهٔ آمریکایی، فردریک پوهل، در سال ۱۹۸۰ آنرا نوشت. این کتاب یکی از نامزدهای پایانی جایزه هوگو در سال ۱۹۸۱ و جایزه نبولا در سال ۱۹۸۰ شد. همچنین در رای‌گیری جایزه لوکس سال ۱۹۸۱ موفق شد مقام دوم را کسب کند. این کتاب، دنباله‌ای است بر کتاب دروازه که در سال ۱۹۷۷ منتشر شد.
عبارت «افق رویداد» که در نام این کتاب آمده، اصطلاحی است در نسبیت عام که برای نامیدن منطقه‌ای در نزدیکی یک سیاه‌چاله به‌کار می‌رود که در آنجا تمام مرزهای فضا به شدت تحت تأثیر آن سیاه‌چاله است.

## داستان
داستان آن از چندین سال پس از پایان کتاب اول شروع می‌شود. در یکی از ماموریت‌های اکتشافی سفینه‌های هیچی گیت‌وی، یکی از سفینه‌ها به یک جسم شناور بزرگ (به شکل مکعب مستطیل با ابعاد چندین کیلومتری) در مرز منظومه شمسی می‌رسد. پس از تحلیل تصاویر و یافته‌ها مشخص می‌شود که این یک کارخانهٔ مواد غذایی هیچی‌ها است که سی‌اچ‌اوان (کربن، هیدروژن، اکسیژن و نیتروژن) موجود در ابرهای اورت را تبدیل به مواد غذایی قابل خوردن می‌کند. پس از بررسی‌های بیشتر، یک سفینهٔ زمینی به همراه چهار خدمه از زمین فرستاده می‌شود تا به این کارخانهٔ مواد غذایی برسد و بتواند با نصب موشک‌های یونی آنرا به زمین برساند تا شاید بتوان با یادگیری تکنولوژی آن از گرسنگی روزافزون جمعیت زمین جلوگیری کرد.
پس از سه سال و نیم، سفینهٔ اعزامی به کارخانه می‌رسد و در آنجا خدمهٔ آن با پسری پانزده‌ساله روبرو می‌شوند که فرزند یکی از خلبانان سفینه‌های اکتشافی اعزام‌شده از گیت‌وی است. این پسر که پس از مرگ آخرین همراهش در ۱۰ سال پیش دیگر هیچ انسانی را ندیده با سه تن از خدمه همراه می‌شود تا با سوار شدن به یکی از سفینه‌های هیچی موجود در بندرگاه کارخانه به پایگاهی بروند که در آنجا موجوداتی زندگی می‌کنند که شاید خود هیچی‌ها باشند.